# Liangcheng
Liangcheng (chiń. 凉城县; pinyin: Liángchéng Xiàn) – powiat w północnych Chinach, w regionie autonomicznym Mongolia Wewnętrzna, w prefekturze miejskiej Ulanqab. W 1999 roku liczył 237 806 mieszkańców.